# Bruant chingolo
Zonotrichia capensis
Espèce
Statut de conservation UICN

 LC  : Préoccupation mineure
Le bruant chingolo (Zonotrichia capensis) est une espèce de passereau appartenant à la famille des Passerellidae. Le nom chingolo est dû à un emprunt à l'Amérique hispanique, et il est appelé tico-tico au Brésil, nom popularisé par une chanson fameuse.

## Description

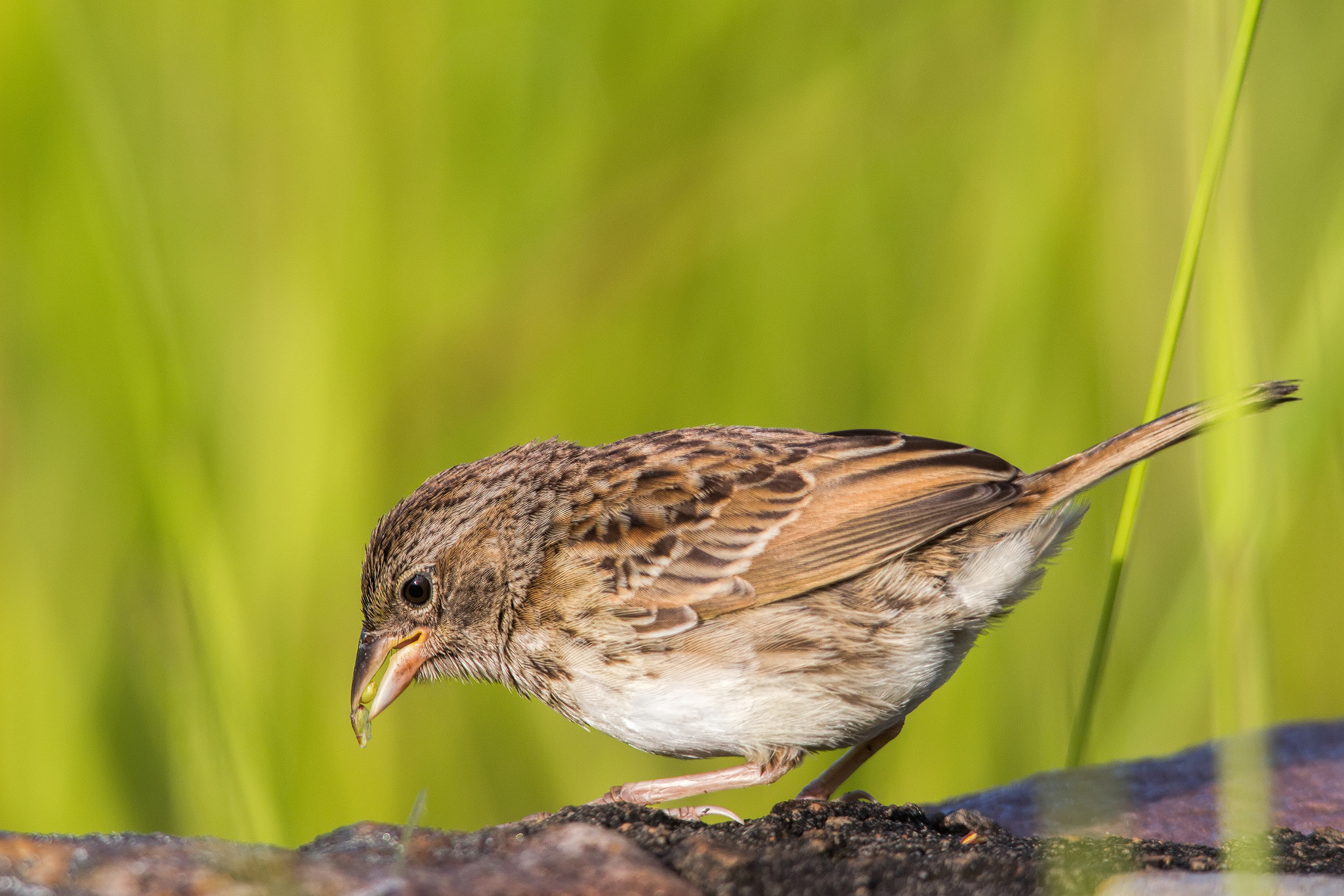
Immature au Venezuela

Il mesure de 12 à 16,5 cm de longueur. L'adulte présente une tête grise rayée de noir avec une petite huppe, une gorge blanche, un collier noir et une nuque rousse. Le jeune est plus terne avec des parties inférieures tachetées mais sans marques noires et rousses.

## Répartition
C'est un oiseau très répandu en Amérique du Sud, que l'on rencontre dans presque tous ses pays (Chili...), et depuis la côte pacifique jusqu'à la cordillère des Andes et la Terre de Feu ainsi que les îles Malouines mais aussi en Amérique Centrale (Costa Rica au dessus de 600 m...) et présent dans une bonne partie des îles de la mer des Caraïbes : résident commun par endroits à Hispaniola.

## Habitat
L'espèce vit dans des milieux très divers : boisements clairs en montagne, lisières des bois et fourrés bordant les cours d'eau, sous-bois des pinèdes, champs et jusqu'au cœur des villes (parcs et jardins), où il peut cependant être concurrencé par le moineau domestique (Passer domesticus), importé d'Europe au début du XXe siècle.

## Comportement

### Chant
Très familier, le "chincol" (nom chilien du bruant chingolo) a un chant assez simple, mais caractéristique, dont les quatre notes répétées font partie intégrante du paysage sonore des villes chiliennes.

### Régime alimentaire
Le bruant chingolo est surtout insectivore mais consomme aussi des graines.

## Dans la culture
Appelé au Brésil tico-tico, le bruant chingolo est le héros de Tico-tico no fubá (« Le chingolo dans la farine de maïs » - musique : Zequinha de Abreu [1917], paroles : Aloysio de Oliveira [1931]), tube du choro, interprété par Carmen Miranda, mais aussi Ray Conniff, Paco de Lucía, Charlie Parker, Pérez Prado, The Andrews Sisters, et beaucoup d'autres.

« Tico-tico 

Tico-tico 

Le tico-tico est 

Est encore là 

Le tico-tico mange ma farine de maïs 

Le tico-tico doit, il doit s'alimenter 

Qui va manger des vers dans le verger. »